# Tourneur (Camargue)
Pour les articles homonymes, voir Tourneur.

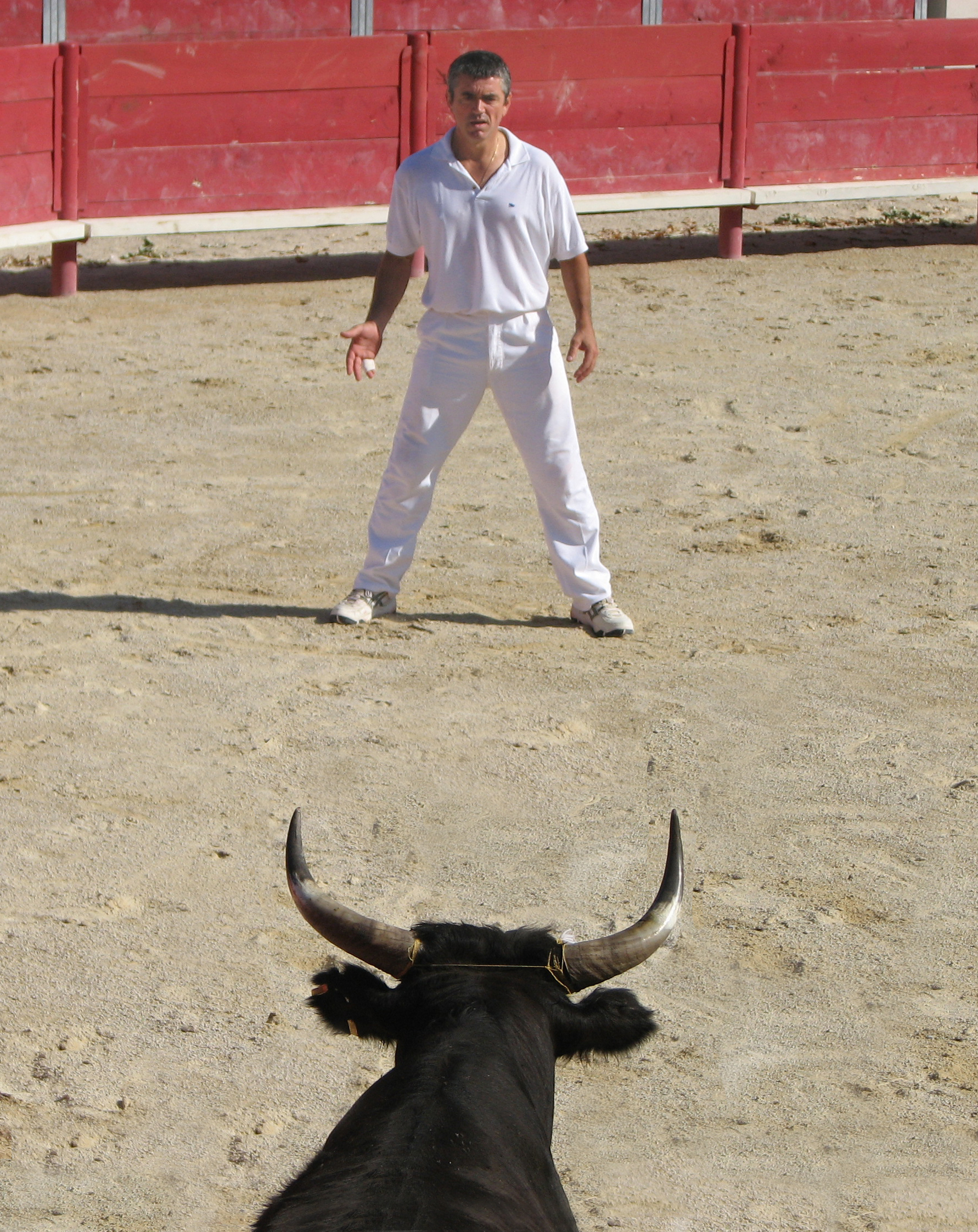
Un tourneur face à un Cocardier à corne nue lors d'une course camarguaise à Aimargues, juillet 2007.

Dans la course camarguaise le tourneur est l'assistant du raseteur qu'il aide à affronter le cocardier, taureau castré très vif et léger, auquel il faut enlever les attributs primés que l'animal porte sur la tête.

## Présentation
Le tourneur  aide le raseteur à fixer le taureau. Il détourne l'attention de la bête pour que le raseteur puisse faire son raset. Son nom est écrit en rouge dans le dos. 
Il ne possède pas de crochet. Il est chargé d'attirer l'attention du taureau pour le « tourner » face au raseteur qui s'apprête à s'élancer, d'où son appellation de tourneur.  L’appel du tourneur doit se faire suivant des règles : il ne doit utiliser que son corps et ne doit pas être en contre-piste ou enjamber les barrières.

## Statut
Le plus souvent un ancien raseteur lui-même, le tourneur est dans la course camarguaise plus ou moins l'équivalent d'un peón dans la corrida classique. Il est rémunéré par le raseteur qui lui donne une partie de ses primes, tout comme le torero paie sa cuadrilla..